# Gerold Anrich
Gerold Anrich (* 1942 in Straßburg; † 3. Oktober 2013 in Weinheim (Bergstraße)) war ein deutscher Verleger, Schriftsteller und Übersetzer.

## Leben
Mit dem ersten Buch von Ursula Wölfels Kurzgeschichtensammlung „Die grauen und die grünen Felder“ gründete er 1970, in Mülheim, den Anrich Verlag.
Er heiratete die Illustratorin Bettina Anrich-Wölfel, die Tochter von Ursula Wölfel.
Beim Zusammentreffen mit dem Verleger Dr. Manfred Beltz Rübelmann entwickelte sich 1995 der Plan zusammenzuarbeiten. Der Anrich Verlag sollte in die Reihe Gulliver mit Beltz & Gelberg im Kinder- und Jugendbuch integriert werden. Hierbei wurden die beiden Werke seiner Übersetzungen unter dem Pseudonym „Anna Blankenburg“ Sternenjäger (Buch) veröffentlicht. In seiner zweiten Ehe mit der Übersetzerin Martina Instinsky-Anrich wurden in jener Zeit zwei Werke (Sagamor und Wolkenpiraten) in die Gulliver Reihe aufgenommen.
Bis zu seinem Tode war er, nach 2006, als Übersetzer, Lektor und Gutachter in Weinheim mit seinem LitService selbständig.
Gerold Anrich starb am 3. Oktober 2013 in Weinheim (Bergstraße).

## Preise
- Deutscher Jugendbuchpreis 1973 für das Bilderbuch von Eva Janikovszky „Große dürfen alles“

## Übersetzungen
- Rebecca Rupp: Sagamor. Übersetzung: Gerold Anrich und Martina Instinsky-Anrich. Beltz & Gelberg Verlag, Weinheim 2009, ISBN 978-3-407-74116-5.
- Mariet Aerts: Zwischenwelten. Übersetzung: Gerold Anrich und Martina Instinsky-Anrich. Luebbe Baumhaus Verlag, 2012, ISBN 978-3-8387-1634-3.
- Kenneth Oppel: Starclimber. HarperCollins, Toronto und New York 2008 – dt. Sternenjäger. übersetzt von Gerold Anrich und Martina Anrich-Instinsky. Beltz & Gelberg, Weinheim/Basel 2010, ISBN 978-3-407-81068-7.